# باغ دهك (رقة)
باغ دهك (بالفارسية: باغ دهک) هي قرية تقع في إيران في قسم رقة الريفي. يقدر عدد سكانها بـ 167 نسمة .